# Arctic Coal Company
Arctic Coal Company var ett amerikanskt gruvföretag, som drev en gruva i dåvarande Longyear City, nuvarande Longyearbyen, på Spetsbergen i Svalbard 1906–1916.
Den amerikanske industrimannen John Munroe Longyear besökte som turist Spetsbergen 1901 och träffade där medlemmar i en expedition som prospekterade kol. Han återvände till Spetsbergen 1903 och sammanträffade då med
ishavsskepparen Henrik Bergeton Næss (1868–1950) vid Adventfjorden, som gav honom prover samt information om kolförekomster. Tillsammans med Frederick Ayer köpte han de norska inmutningarna på den västra sidan av Adventfjorden och utvidgade inmutningarna väsentligt nästkommande år. Det nystartade företaget Arctic Coal Company, med säte i Boston i USA, med Longyear och Ayer som huvudägare, påbörjade sommaren 1906 uppbyggnad av gruvbyn Longyear City och tillredning av en gruva, senare benämnd Amerikanergruva eller Gruve 1. Kolet fraktades från gruvan till utlastningskajen på en kabelbana, som byggdes av det tyska företaget Adolf Bleichert & Co från Leipzig. År 1913 började företaget förberedelser för utvinning i en andra gruva, senare benämnd Gruve 2.
Under första världskriget gick företaget ekonomiskt dåligt, och verksamheten köptes av det nystartade norska Store Norske Spitsbergen Kulkompani A/S i november 1916.